# 戦え!ひでりん
戦え!ひでりん（たたかえ!ひでりん）は、日本の元キックボクサー。本名は半澤英俊。現役時代の階級はフェザー級。

## 来歴
現役時代は全日本キックボクシング連盟・APKFに所属した。APKFフェザー級8位。所属ジムはマーシャルアーツファクトリー、パシフィックジム、バンゲリングベイ。プロデビュー後も、新空手などのアマチュア大会に出場して上位入賞。現役後半はバンゲリングベイ所属選手として自主興行を中心に試合を重ねた。
引退後は江古田キックボクシングジム(LARA TOKYO)代表を経て会長。